# Мавпові
Мавпові (Cercopithecidae) — родина приматів з підряду сухоносі мавпи (Haplorhini).
Поширені в більшій частині Африки, південній частині Азії (у тому числі, в Японії) й один вид, Макака лісовий живе в Гібралтарі (Європа).
Родина налічує 23 роди й 160 видів (сучасних). Ділиться на дві підродини:
- Cercopithecinae, члени якої в основному всеїдні і мають прості шлунки, защічні мішки і сідничної мозолі.
- На відміну від них, у членів підродини Colobinae відсутні як сідничні мозолі так і защічні мішки.

Вага мавпових знаходиться в діапазоні 1.5—50 кг, деякі види кремезні. Черепна коробка велика.
Зубна формула: 2/2, 1/1, 2/2, 3/3 = 32.
Медіальні верхні різці часто широкі і форми округлої ложки; верхні ікла, як правило, великі й, у багатьох видів, бивнеподібні.
Усі пальці мають нігті, а великі пальці кінцівок протиставлені, за винятком сильно деревних, листогризучих видів роду Colobus, в яких великі пальці рук рудиментарні або відсутні.
Хвіст рудиментарний у деяких видів, але довгий в інших.
Голі ділянки шкіри на обличчі більш яскраво пофарбовані в самців, ніж у самиць у більшості видів. Лицьові м'язи добре розвинені і виробляють широкий спектр виразів обличчя. Деякі види мають яскраве або помітне забарвлення.
Хоча більшість мавпових, значною мірою всеїдні, деякі з них пристосовані до рослиноїдної дієти. Члени підродини Colobinae травоїдні і плодоїдні, а деякі види харчуються переважно листям. Colobus і Procolobus мають багатокамерний шлунок, що містить колонії бактерій, котрі перетравлюють целюлозу, що дозволяє їм споживати виключно листя. Papio, Theropithecus найбільш успішні наземні мавпові й вони як відомо, вбивають і їдять малих ссавців.

## Типові таксони
Типовий рід родини — Мавпа (Cercopithecus) з типовим видом Cercopithecus diana (Linnaeus, 1758).

## Особливості

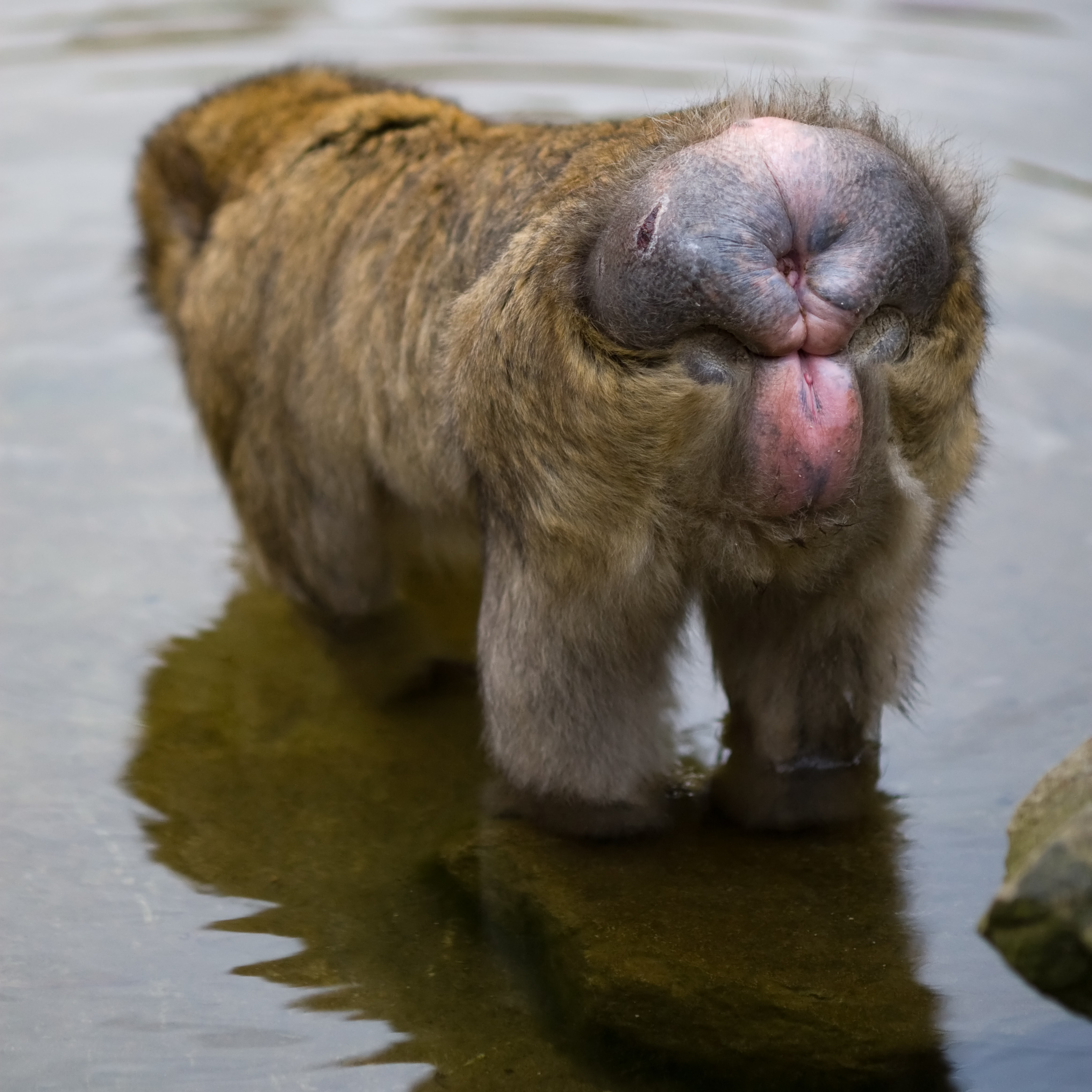
сідничні мозолі Macaca sylvanus

Мавпові мають защічні мішки, де зберігають їжу — горіхи тощо, а також добре відомі «сідничні мозолі» — рогові потовщення сідничних півкуль (рис.).

## Систематичні взаємини з іншими родинами
Однією з назв родини є «нижчі вузьконосі мавпи», чим відбито належність цієї родини до групи вузьконосих мавп (парвряд Catarrhini). Іншою групою вузьконосих мавп є «людиноподібні» (Hominoidea).
Місце родини мавпових в системі інфраряду мавповидих Simiiformes:
інфраряд Simiiformes (мавповиді, або вищі примати)
парворяд Platyrrhini (широконосі) = «мавпи Нового Світу»
родини Callitrichidae, Cebidae,
Aotidae, Pitheciidae, Atelidae
парворяд Catarrhini (вузьконосі) = «мавпи Старого Світу»
надродина Cercopithecoidea (мавпуваті)
родина Cercopithecidae (мавпові)
надродина Hominoidea (людиноподібні)
родина Hylobatidae (гібонові)
родина Hominidae (людинові)

## Систематика
Родина Cercopithecidae включає дві подродини:
- підродина Cercopithecinae — 11 родів 2х триб
- підродина Colobinae — 10 родів 3х триб.

### підродинамавпові (s. str.)—Cercopithecinae
- триба Cercopithecini
  - рід Allenopithecus (1 вид)
  - рід Miopithecus (2 види)
  - рід Erythrocebus (1 вид)
  - рід Chlorocebus (6 видів)

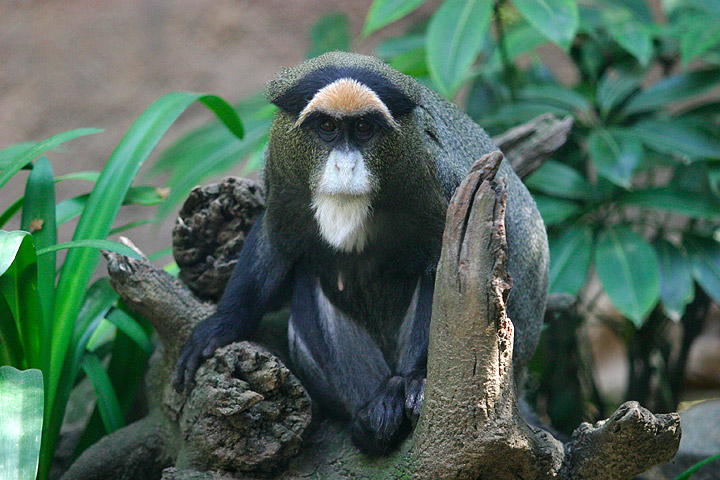
Cercopithecus neglectus

  - рід Cercopithecus (25 видів) — мавпа

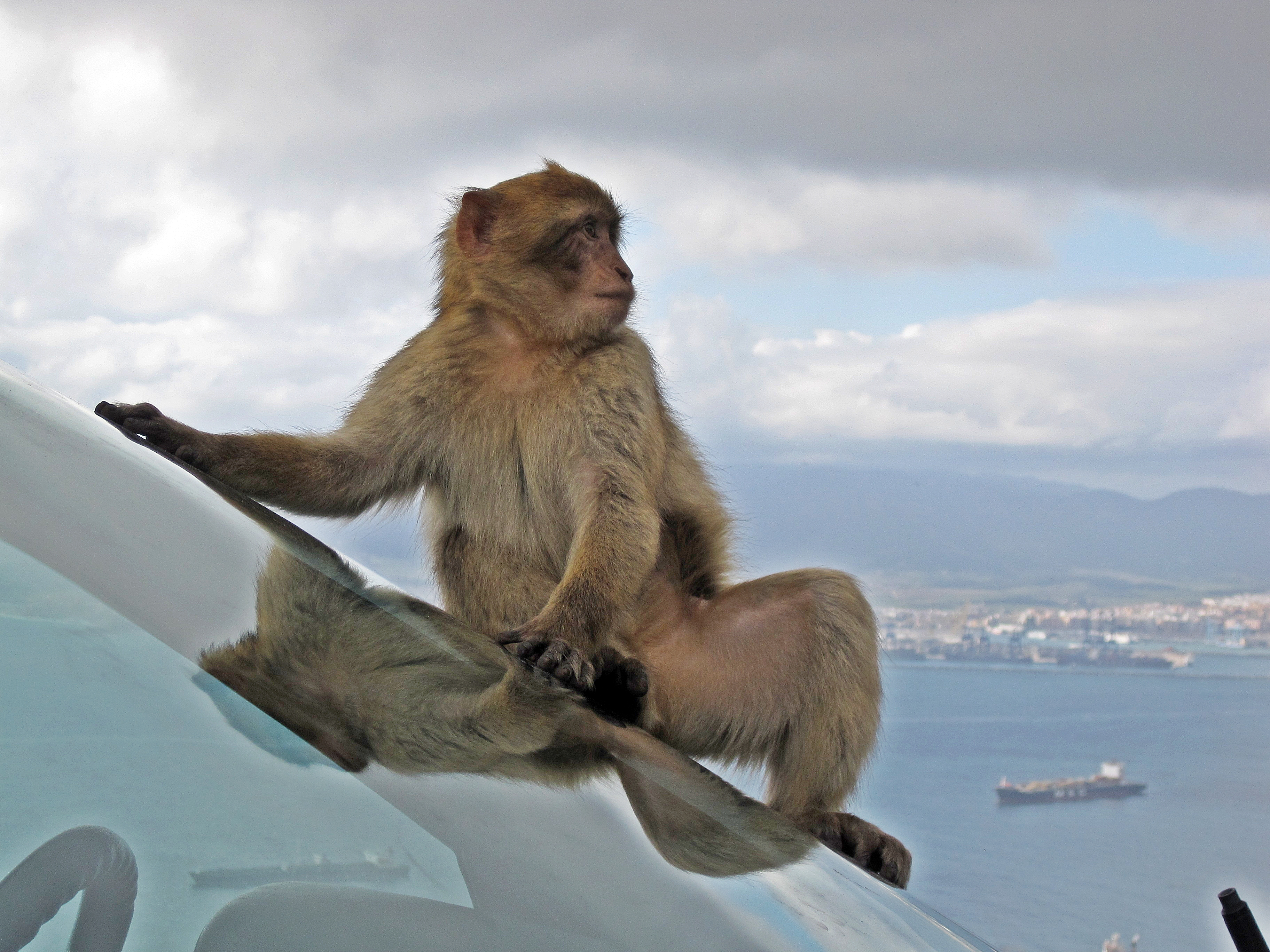
Macaca sylvanus

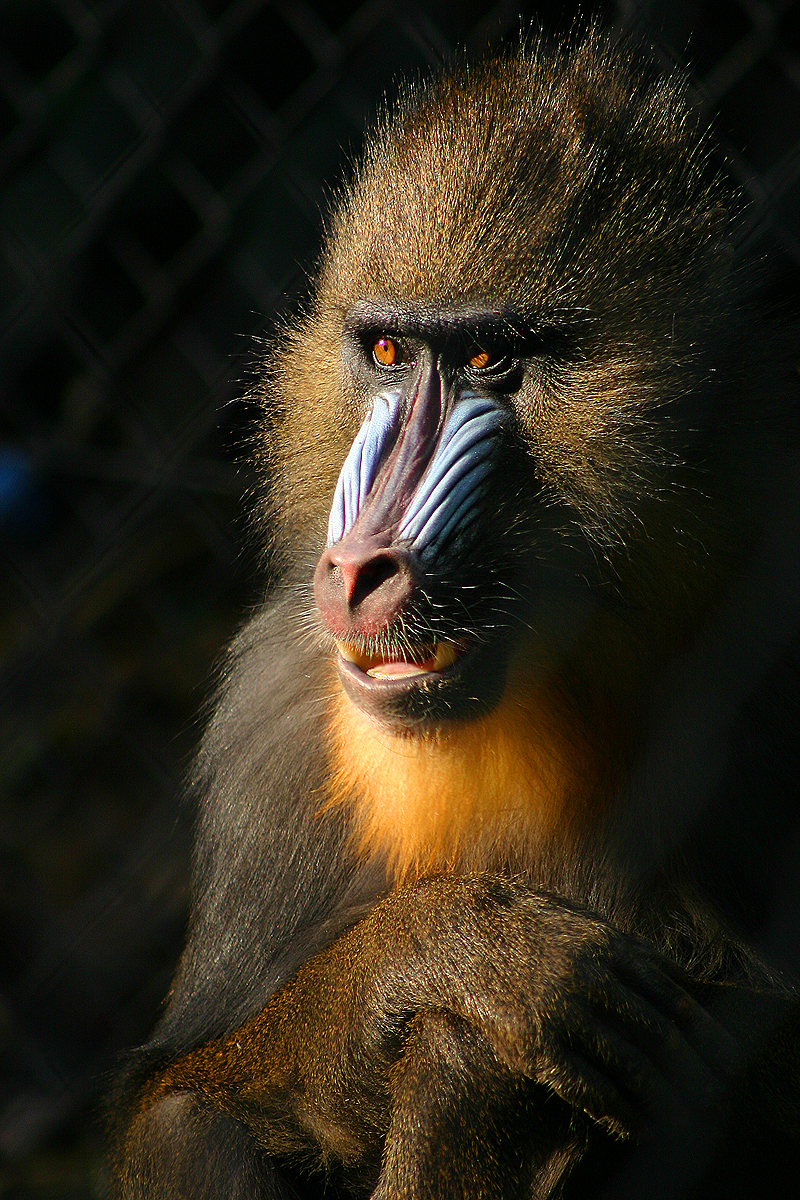
Mandrillus sphinx

- триба Papionini

- - рід Macaca (22 види) — макака
  - рід Lophocebus (6 видів)
  - рід Rungwecebus (1 вид)
  - рід Papio (5 видів) — павіан
  - рід Theropithecus (1 вид)
  - рід Cercocebus (6 видів)
  - рід Mandrillus (2 види) — мандрил

### підродинаколобусові—Colobinae
- «Африканська група»
  - рід Colobus (5 видів)
  - рід Procolobus (7 видів)
- «Група лангура»
  - рід Semnopithecus (7 видів
  - рід Trachypithecus (17 видів)
  - рід Presbytis 11 видів)
- «Група дивноносих»
  - рід Pygathrix (3 види)
  - рід Rhinopithecus (4 види)
  - рід Nasalis (1 вид)
  - рід Simias (1 вид)